# Karel Hoff
Karel Hoff (1945–2024) byl český spisovatel, který žil ve Strážnici. Celý život, až do důchodu, učil na několika základních školách na Slovácku (jižní Morava).

## Dílo
Knihy Karla Hoffa vydává nakladatelství T + Ť Jana Kadubce v Supíkovicích.
- Fantasticky stručné dějiny řecké (potažmo antické) filosofie : (ač to zní šíleně) pro kantory a jejich žáky, Supíkovice, T + Ť, 2004, ISBN 80-903486-1-0. Tuto knihu pochválil Egon Bondy.
- T + Ť : (Tygr de la Mňaukanda + Ťápuškin de la Ťap), aneb, Jak Ťápuškin de la Ťap nalezl smysl života na dvoře krále Tygra de la Mňaukanda, Supíkovice, T + Ť, 2005, ISBN 80-903486-4-5. Pikareskní dadaromán.
- Anebky (čili) Malá pedagogická čtení pro ctěné kolegy a velectěnou veřejnost, Supíkovice, T + Ť, 2005, ISBN 80-903486-3-7.
- Bublavá samota s rýhou, , Supíkovice, T + Ť, 2006, ISBN 80-903486-5-3. Z autorových veršů vybrali Radim Vašinka a Jan Kadubec.

V nakladatelství je připraveno k vydání, jakmile to bude finančně možné:
- druhý díl T + Ť
- kniha povídek Historetta
- Fantasticky stručné dějiny chlastu (národy naložené v lihu).

Dějový román T + Ť aneb Jak Ťapuškin nalezl smysl života na dvoře krále Tygra vznikal v letech 1964–1970. Pikareskní formou vyjadřuje politické a společenské dění v kočičím státě Tymy, který byl inspirován tehdejším Československem. Součástí rozmístěnou v textu románu jsou také noviny a časopisy vycházející v Tymy, které se zabývají uměním (Lok), politicko-kulturním děním (Tymy Times), hrdinnými žvásty generálů (Řinčení odvahy), nábožensko-mystickými bláboly (Břevno), anarchistickou revolucí, naivitou pacifistů, pavědeckými důležitostmi a jinými všemožnými blbostmi. Autor k dílu po desítkách let uvedl: „realita dneška překonává všechny moje dřívější fantasmagorie“.

## Ohlasy a spolupráce
Ohlasy kritiků na dílo Karla Hoffa nebyly v obecných médiích ani odborných publikacích nalezeny. Některé stručné reakce na zaslané rukopisy jsou uvedeny na stránkách nakladatelství v rubrice Ediční plán. Příznivě se o díle Karla Hoffa vyjádřili například Egon Bondy nebo Zdeněk Petrželka (J. A. Pitínský). Martin Machovec dílo označil za blbost a ThDr. Josef Zvěřina je považoval za příliš vulgární. Celou druhou kapitolu románu T + Ť a několik básní údajně otiskly v devadesátých letech Literární noviny. Ukázky byly otištěny např. v Literárních novinách v čísle 20, roku 1992 z 21. května a v 3/1, 28/1 v roce 1996 a 49/12 v roce 1997.
S autory Karlem Hoffem a Janem Kadubcem a nakladatelstvím T + Ť příležitostně spolupracuje nonkonformní pražské divadlo Orfeus a jeho principál Radim Vašinka.

## Učitelské působení
V základní škole M. Kudeříkové ve Strážnici byl roku 1993 spoluzakladatelem a v následujících více než deseti letech hlavním organizátorem školního časopisu Tahák.
Ve školním roce 2003/2004 jej jeho žáci přihlásili do soutěže Zlatý Ámos.